# Cecilia Colledge
Cecilia Colledge, född 28 november 1920, död 12 april 2008, var en brittisk konståkare.
Colledge blev olympisk silvermedaljör i konståkning vid vinterspelen 1936 i Garmisch-Partenkirchen.